# Liste der Brücken in Linz
Die Liste der Linzer Brücken beinhaltet Brücken, die sich zumindest zum Teil auf Linzer Gemeindegebiet befinden.

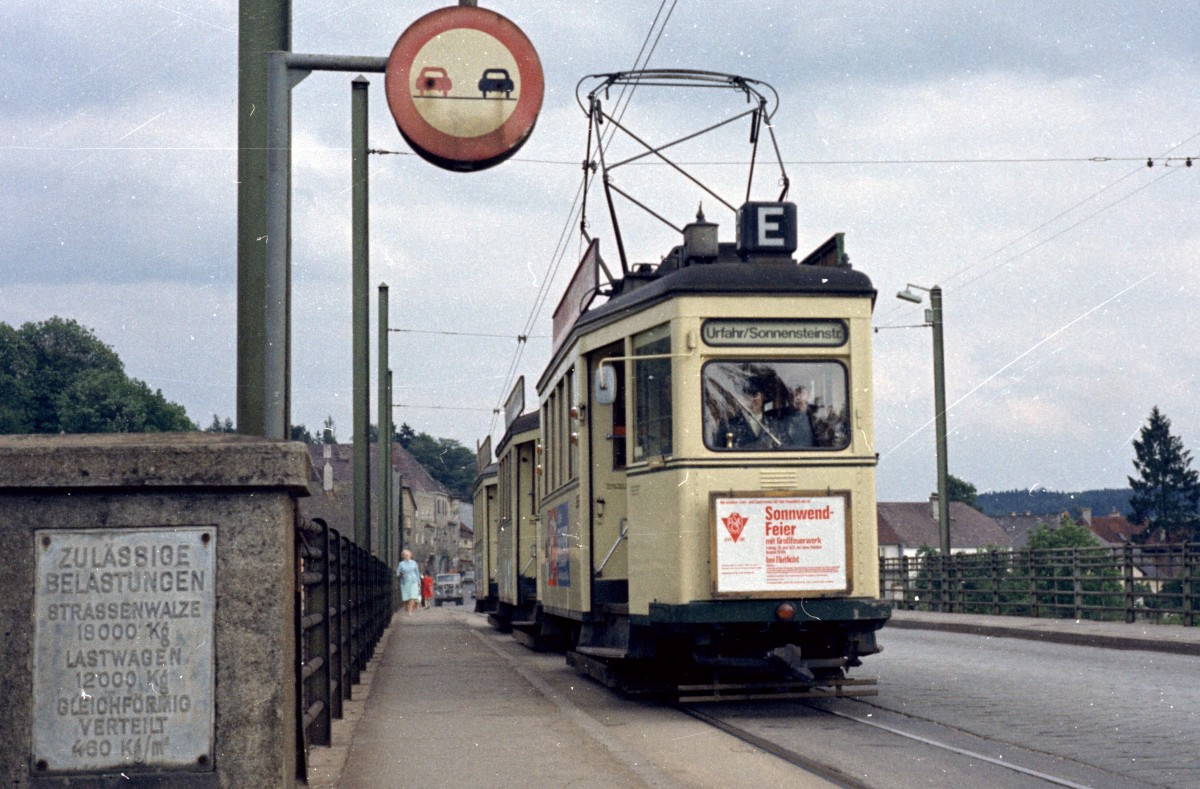
Die alte Traunbrücke Ebelsberg mit Straßenbahn (1971)

## Donaubrücken
| Foto |                 | Baujahr | Name                       | Standort | Beschreibung | Metadaten                                                |
| ---- | --------------- | ------- | -------------------------- | -------- | --- | -------------------------------------------------------- |
| ja   | Datei hochladen | 1900    | Linzer Eisenbahnbrücke     | Standort | erbaut 1897–1900 erbaut, 2016 abgebrochen | P84(Architekt): P131(Ort):Linz Region-ISO:AT-4           |
| ja   | Datei hochladen | 2021    | Linzer Eisenbahnbrücke     | Standort | erbaut 2017–2021 | P84(Architekt): P131(Ort):Linz Region-ISO:AT-4           |
| ja   | Datei hochladen | 1940    | Nibelungenbrücke ID: 3070  | Standort | erbaut 1938–40. Straßenbrücke mit 6 Fahrstreifen, 2 Straßenbahngleisen und beidseitigem Geh- und Radweg. Es bestanden ab 1497 an dieser Stelle mehrere Vorgänger der heutigen Brücke. | P84(Architekt): P131(Ort):Linz Region-ISO:AT-4           |
| ja   | Datei hochladen | 1979    | Steyregger Brücke          | Standort | Straßenbrücke der B3 mit 4 Fahrstreifen, Geh- und Radweg. | P84(Architekt): P131(Ort):Linz Region-ISO:AT-4           |
| ja   | Datei hochladen | 1873    | Steyregger Eisenbahnbrücke | Standort | Eisenbahnbrücke der Summerauer Bahn. | P84(Architekt): P131(Ort):Oberösterreich Region-ISO:AT-4 |
| ja   | Datei hochladen | 1972    | VÖEST-Brücke ID: 3073      | Standort | erbaut 1969–72. Autobahnbrücke der Mühlkreis Autobahn (A7) mit beidseitigem Geh- und Radweg.                                                                                          | P84(Architekt): P131(Ort):Linz Region-ISO:AT-4           |
| ja   | Datei hochladen | 2024    | Donautalbrücke             | Standort | erbaut 2019–2024 im Zuge der A26 zwischen Urfahrwänd und Oberer Donaulände | P84(Architekt): P131(Ort):Linz Region-ISO:AT-4           |

## Traunbrücken
Bei allen Traunbrücken befindet sich in unmittelbarer Nähe auch eine Brücke über den parallel zur Traun verlaufenden Welser Mühlbach.
| Foto |                 | Baujahr | Name                              | Standort | Beschreibung | Metadaten                  |
| ---- | --------------- | ------- | --------------------------------- | -------- | --- | -------------------------- |
| ja   | Datei hochladen |         | Ebelsberger Eisenbahnbrücke       | Standort | Eisenbahnbrücke der Westbahn über die Traun. | P84(Architekt): P131(Ort): |
| BW   | Datei hochladen |         | Traunbrücke A7                    | Standort | erbaut mit der A7. Autobahnbrücke. | P84(Architekt): P131(Ort): |
| ja   | Datei hochladen | 1973    | Traunbrücke Ebelsberg             | Standort | Straßenbrücke der Wiener Straße (B1) mit 2 Fahrstreifen, 2 Straßenbahngleisen, beidseitigem Geh- und Radweg. Es gab bereits mehrere Vorgängerbauten an dieser Stelle. | P84(Architekt): P131(Ort): |
| ja   | Datei hochladen | 2000    | Traunbrücke Ebelsberger Umfahrung | Standort | Straßenbrücke mit 2 Fahrstreifen, Geh- und Radweg. | P84(Architekt): P131(Ort): |

## Sonstige Brücken
| Foto |                 | Baujahr | Name                                                                        | Standort                  | Beschreibung | Metadaten                                      |
| ---- | --------------- | ------- | --------------------------------------------------------------------------- | ------------------------- | --- | ---------------------------------------------- |
| ja   | Datei hochladen | 1769    | Brücke beim Landhaus ID: 2284 HERIS-ID: 108509 Objekt-ID: 125987 Linz: 2284 | vor Promenade 24 Standort | Beim Bau einer Tiefgarage freigelegte dreibogige Bruchsteinbrücke bei der heutigen Promenade, am damaligen südlichen Stadttor | P84(Architekt): P131(Ort):Linz Region-ISO:AT-4 |
| ja   | Datei hochladen | 2001    | Mühlbachbrücke                                                              | Standort                  | Straßenbrücke der Saporoshjestraße über den Welser Mühlbach mit beidseitigem Gehweg. | P84(Architekt): P131(Ort):                     |
| ja   | Datei hochladen | 1965    | Posseltbrücke                                                               | Standort                  | erbaut 1964/65. Erst Straßenbrücke, ab 1979 Autobahnbrücke der A7 mit Geh- und Radweg. Die Brücke führt über die Westbahn von der Oberfeldstraße/Wiener Straße zur Stahlstraße/Aigengutstraße. Es bestand bereits seit etwa 1910 ein Vorgängerbau (konstruktiv ähnlich der Wiener Schmelzbrücke). Benannt ist sie nach Leopold Posselt, der seit 1901 in der Oberfeldstraße ansässige Maschinen-, Kessel- und Brückenbauanstalt und Eisengießerei betrieb und auch die Brücke errichtete. Die Posselt-Villa, erbaut von Gustav Steinberger 1906, befindet sich in der Oberfeldstraße 10. | P84(Architekt): P131(Ort):Linz Region-ISO:AT-4 |
| ja   | Datei hochladen | 1970    | Pyhrnbahnbrücke                                                             | Standort                  | erbaut um 1970. Straßenbrücke der Salzburger Straße (B1) über die Pyhrnbahn. Früher befand sich hier ein niveaugleicher Bahnübergang. | P84(Architekt): P131(Ort):                     |
| ja   | Datei hochladen |         | Thürheimerbrücke                                                            | Standort                  | Straßenbrücke der Thürheimerstraße über die Pyhrnbahn nach Leonding in die Herderstraße, mit beidseitigem Gehweg. | P84(Architekt): P131(Ort):                     |
| BW   | Datei hochladen | 1960    | Westbrücke                                                                  | Standort                  | erbaut 1959/60. Straßenbrücke mit 4 Fahrstreifen und beidseitigem Gehweg. Die Brücke führt über die Westbahn von der Waldeggstraße zur Unionstraße bzw. zum Autobahnknoten Bindermichl der A7. | P84(Architekt): P131(Ort):                     |